# Sarah Joseph
Sarah Joseph ,OBE, (født 1971) er administrerende direktør for og redaktør af det muslimske britiske livsstilsmagasin emel samt debattør om britiske muslimer. Hun er også forfatter samt medieperson og giver forelæsninger om islam, både i Storbritannien og internationalt (USA, Europa, Mellemøsten og Asien). Sarah konverterede til islam i en alder af 16 år, efter hun havde haft en katolsk opvækst.
Sarah Joseph blev udmærket med en Order of the British Empire i 2004 for tjenester til "tværreligiøs dialog og fremmelse af kvinders rettigheder" (engelsk: interfaith dialogue and the promotion of women's rights).